# テルウェル東日本
テルウェル東日本株式会社（テルウェルひがしにっぽん）は、東京都江東区深川二丁目に本社を置くNTTグループの会社である。財団法人電気通信共済会より収益事業を継承する目的で設立した。

## 概要
「テルウェル」は財団法人電気通信共済会の愛称である。電気通信省（現NTT）と全電通労組（現NTT労組）によって設立され、電気通信事業の健全な発展に寄与するとともにNTTグループ各社の福利厚生を分担し、各事業の収益により相互扶助事業部・社会福祉事業などを行っている。また人材派遣部門を有しており、NTTグループのコールセンターなどを中心に人材派遣も行っている。業務内容は多岐に渡る。
その他にも、不動産の分譲・売買・賃貸借等および土地・建物の維持管理等業務、居宅介護支援事業・訪問介護事業等、引越、運搬業務なども行っている。
かつてはNTTグループのビルを中心とした建物警備も行っていたが、2017年4月に綜合警備保障が80％・テルウェル東日本が20％出資して設立されたALSOK-TW東日本に警備事業を移管してテルウェル東日本は事実上警備業務から撤退した。

## 業務
- 総務関連事務サポート
- テレマーケティング「コンタクトセンタ」
- 病院の医事業務・クラーク業務等
- 研究所等の図書館業務
- トータル・オフィス・ソリューション（什器・事務用品・OA機器・事務機器・OAサプライ・ソフトウェアライセンス・封筒）
- オフィス・コーディネート（オフィス移転・レイアウト変更）
- CSR推進ソリューション
  - 帰宅困難者用防災セット
- オフィス用品インターネット購入サイト「TOS-Net」
- 各種イベント運営・ノベルティ
- 通信機器
- メールサービス
- 通信設備・通信機器などに関する工事・保守・調査
- ホームページ制作・保守メンテナンス
- システム構築及保守サービス
- セキュリティ防犯カメラシステム・セキュリティキャビネット
- 非常通報機の設置・保守
- FAX誤送信防止アダプタ （ダブルダイヤル・相手先番号登録タイプ）
- 各種データ投入
- テレホンサービス
- 電柱広告の販売・設置
- フレッツ光/ひかり電話・IP電話等の営業（業務受託）
- NTT通信機器（ビジネス/SOHO）販売および光ネットワーク商品の販売（業務受託）
- オフィスのコスト削減見積もり提案・工事・アフターフォロー（業務受託）
- 116センター運営
- 料金センター運営
- 建物、外溝、電気、衛生設備等の修繕および工事
- ボイラー運転保守
- 建物・樹木の害虫防除・駆除
- ビル清掃・ハウスクリーニング・ダクトクリーニング・キャッシュディスペンサー清掃
- NTT東日本の公衆電話ボックス清掃・修理および街頭公衆電話の料金取集業務
- CAD図作成・管理
- マンション・住宅・分譲住宅のあっせんと販売
- マンション・オフィスの賃貸
- 住宅情報サイト「ハウジングネット」
- 社宅・独身寮の運営維持管理
- 社員食堂などの運営
- 樋門ハウス（河川水門操作室）設置
- 国内外のパーソナル移転
- 海外勤務者総合相談窓口
- 電報受付・配達
- ホームヘルプサービス(訪問介護）
- ケアマネジメントサービス（居宅介護支援）
- 介護予防支援ASPサービス「はつらつ製造器」
- NTTグループ情報発信サイト「TW-Express」の運営
- 売店の運営
- ベーカリーの運営

## 沿革
- 1952年 - 財団法人電気通信共済会設立。
- 2001年 - テルウェル東日本株式会社設立。財団法人電気通信共済会より収益事業を継承。
- 2002年 - 人材派遣サービス「Info-staff」、テレマーケティング「コンタクトセンタ」開設。
- 2002年 - テルウェル東日本グループ会社の再編成により10社でスタート。
- 2003年 - テルウェル東日本グループ会社、8社へ統合。
- 2007年 - 北海道支店と東北支店を分社、各地域の関連会社を合併させるなど、6社へ統合。
- 2017年4月 - 警備業務をテルウェル東日本が20％出資して綜合警備保障の子会社として設立されたALSOK-TW東日本に移管[3][4]。
- 2022年12月 - 本社を東京都渋谷区千駄ヶ谷五丁目14番9号から東京都江東区に移転。

## グループ会社
関連会社
- テルウェル西日本

子会社
- テルウェル・ジョブサポート
- テルウェル東日本アイピーエス
- テルウェル・ライフアシスト